# Ebenopsis
Ebenopsis là một chi thực vật có hoa trong họ Đậu.